# 陵水河
陵水河，又称大溪河，古称陵木丹水、陵栅水、陵拱水，位于中国海南岛东南部，上游称什班河，发源于保亭黎族苗族自治县东北部什玲镇贤芳岭，东南流经什玲镇称什玲河，在保城镇东南的石硐村右纳石硐河后称“陵水河”。陵水河于石硐河口折向东，进入陵水黎族自治县，经群英乡、国营南平农场和陵水县城椰林镇，于椰林镇东南的水口港入南海。全长73.5公里，流域面积1131平方公里。途纳加答河、石硐河、都总河、金聪河等支流。流域属于热带和亚热带海洋性季风气候，降雨集中，干湿季分明，多年平均年降水量2040毫米，平均年径流量14.1亿立方米。